# NGC 2179
NGC 2179 este o galaxie lenticulară situată în constelația Iepurele. A fost descoperită în 1835 de către John Herschel. Se află la o distanță de 38,93 de megaparseci de Pământ.